# Мартинез Лејк (Аризона)
Мартинез Лејк (енгл. Martinez Lake) насељено је место без административног статуса у америчкој савезној држави Аризона.

## Демографија
По попису из 2010. године број становника је 798.
| Група             | 2000.    | 2010.       |
| Белци             | 0 (0,0%) | 549 (68,8%) |
| Афроамериканци    | 0 (0,0%) | 31 (3,9%)   |
| Азијати           | 0 (0,0%) | 15 (1,9%)   |
| Хиспаноамериканци | 0 (0,0%) | 165 (20,7%) |
| Укупно            | 0        | 798         |